# 절망대살계
《절망대살계》(絶望大殺界)는 절망소녀들이 부른 애니메이션 안녕, 절망선생의 그레이티스트 히트 앨범이다. 애니메이션 안녕 절망선생 1,2기 주제가와 신곡 4곡을 수록하고 있다. 앨범자켓 디자인은 모리오카 히데유키가 하였다.

## 수록곡
1. 사람으로서 축이 흔들리고 있어 (人として軸がぶれている)
노래 : 오오츠키 켄지와 절망소녀들
작사 : 오오츠키 켄지 / 작곡 : NARASAKI
애니메이션 안녕, 절망선생 1기 OP
2. 막무가내로 My Way~ (強引niマイYeah~)
노래 : 절망소녀들
작사 : 타카키 유야 / 작곡 : 카와다 루카
애니메이션 안녕, 절망선생 1기 Sub OP
3. 절세미인 (絶世美人)
노래 : 절망소녀들
작사 : 타다노 나츠미 / 작곡 : 하시모토 유카리
애니메이션 안녕, 절망선생 1기 ED
4. 아지랭이 (かげろう)
노래 : 절망소녀들
작사 : 키쿠야 토모키 / 작곡 : 키쿠야 토모키
5. 데드 라인 댄스, 데스 (デッド・ラインダンス、デス)
노래 : 절망소녀들
작사 :타다노 나츠미 / 작곡 : 하시모토 유카리
6. 절창 (絶唱)
노래 : 카미야 히로시
작사 : 타다노 나츠미 / 작곡 : 하세가와 토모키
7. 공상 룸바 (空想ルンバ)
노래 : 오오츠키 켄지와 절망소녀들
작사 : 오오츠키 켄지 / 작곡 : NARASAKI
애니메이션 안녕, 절망선생 2기 OP
8. 사랑의 길 로마네스크 (恋路ロマネスク)
노래 : 절망소녀들
작사 : 타카키 유야 / 작곡 : 하시모토 유카리
애니메이션 안녕, 절망선생 2기 ED
9. 마리오네트 (マリオネット)
노래 : ROLLY 와 절망소녀들
작사 : ROLLY  / 작곡 : ROLLY, 하세가와 토모키
애니메이션 안녕, 절망선생 2기 ED
10. 부적 (オマモリ)
노래 : 절망소녀들
작사 : 타다노 나츠미 / 작곡 : 카와다 루카
애니메이션 안녕, 절망선생 2기 및 OAD 옥 안녕, 절망선생 ED
11. 리리큐어 Go! Go! (リリキュアGOGO!)
노래 : 이야본 전사 리리큐어 (노나카 아이, 사이토 치와, 이노우에 마리나)
작사 : 우랑 / 작곡 : 카와다 루카
12. 반할것 같아 (ほれっ・ぽい)
노래 : 절망소녀들
작사 : 타다노 나츠미 / 작곡 : 하시모토 유카리
13. Happy☆뭐든지 (はっぴぃ☆なんちゃら)
노래 : 신타니 료코, 카미야 히로시
작사 : 康斉亭 / 작곡 : Low - tech Son
라디오 방송 안녕, 절망방송의 주제곡
14. 돼지먹이
노래 : 오오츠키 켄지, 코바야시 유우
작사 / 작곡 : NARASAKI